# Charles Kingston

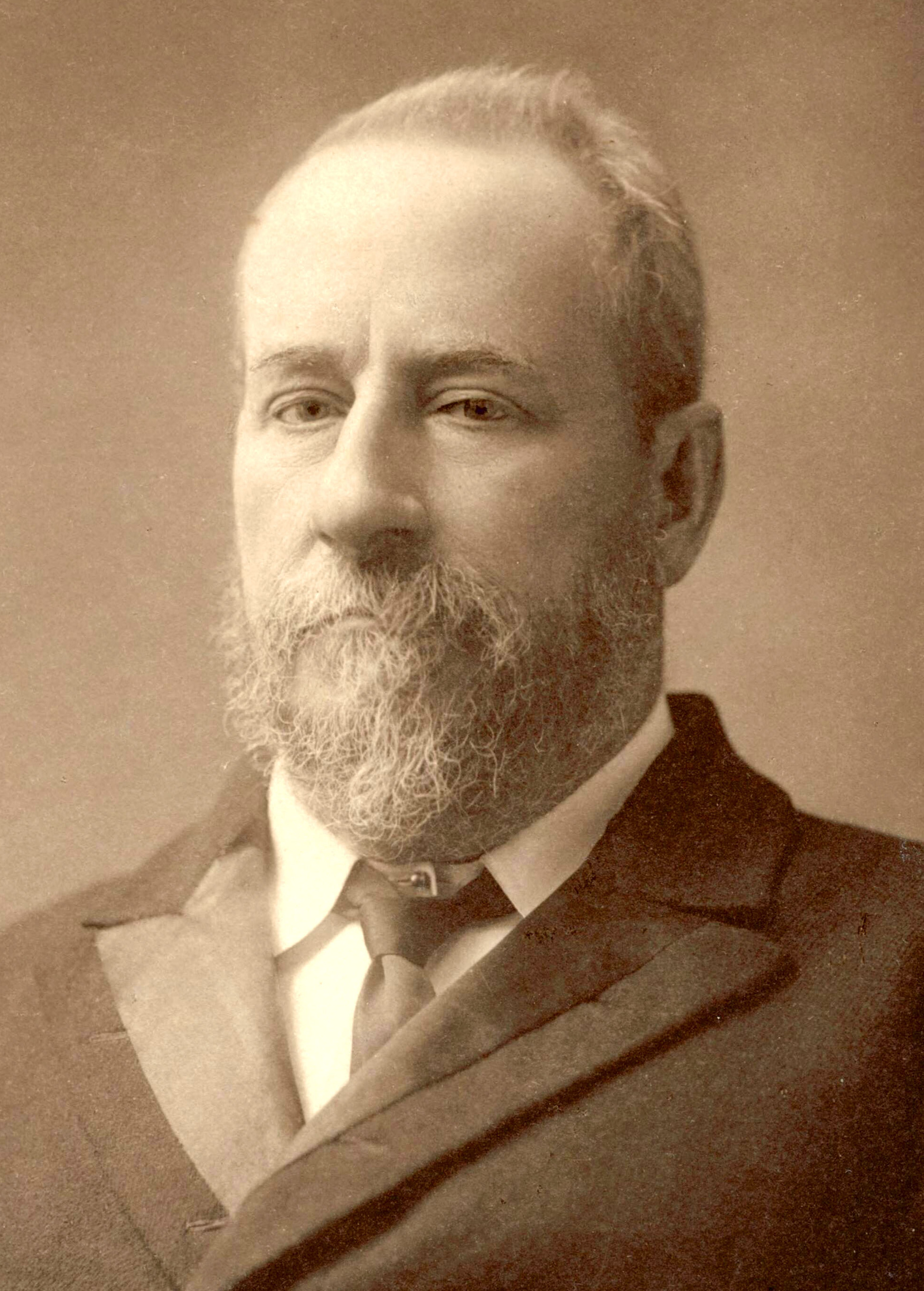
Charles Kingston (um 1900)

Rt. Hon. Charles Cameron Kingston, PC, QC (* 22. Oktober 1850 in Adelaide, South Australia; † 11. Mai 1908 ebenda) war ein australischer liberaler Politiker der Protectionist Party, der unter anderem von 1881 bis 1900 Mitglied des South Australian House of Assembly, 1900 kurzzeitig Mitglied des South Australian Legislative Council sowie von 1893 bis 1899 Premierminister von South Australia war. Er war zudem von 1901 bis zu seinem Tode 1908 Mitglied des Australischen Repräsentantenhauses sowie im Kabinett Barton, der ersten Regierung Australiens, von 1901 bis 1903 Minister für Handel und Zoll.

## Leben

### Abgeordneter und Minister
Charles Cameron Kingston war ein Sohn von Sir George Strickland Kingston, der zusammen mit William Light zu den ersten Kolonisten gehörte, von 1851 bis 1857 erst Mitglied des Legislativrates, von 1857 bis 1880 Mitglied der Legislativversammlung sowie von 1857 bis 1860 sowie erneut von 1865 bis 1880 Sprecher des South Australian House of Assembly war. Er wuchs in Adelaide auf und absolvierte nach dem dortigen Schulbesuch eine damals übliche rechtsanwaltliche Ausbildung in der Kanzlei von Samuel Way, einem späteren Generalstaatsanwalt und langjährigen Präsidenten des Obersten Gerichtshofes von South Australia. Nach seiner anwaltlichen Zulassung nahm er 1873 eine Tätigkeit als Barrister auf und wurde für seine Verdienste als Rechtsanwalt 1889 zum Kronanwalt (Queen’s Counsel) ernannt. Bei der Wahl am 8. April 1881 wurde er im Zwei-Personen-Wahlkreis West Adelaide als Nachfolger von William Knox Simms erstmals zum Mitglied des South Australian House of Assembly gewählt, des Unterhauses des Parlaments von South Australia, und vertrat diesen Wahlkreis bis zum 7. Februar 1900, woraufhin dieser Sitz von Bill Denny übernommen wurde.
In der zweiten Regierung von Premier John Colton übernahm Kingston am 16. Juni 1884 erstmals das Amt als Generalstaatsanwalt (Attorney-General) und bekleidete dieses bis zum 16. Juni 1885. Das Amt des Generalstaatsanwalts bekleidete er erneut vom 11. Juni 1887 bis am 27. Juni 1889 auch in der ersten Regierung von Premier Thomas Playford II. 1889 war er Mitglied des Federal Council of Australasia, eine Vorläuferorganisation des heutigen Australischen Bundes. In der zweiten Regierung von Premier Playford fungierte er des Weiteren vom 6. Januar ubis am 21. Juni 1892 als Chief Secretary und damit als Chefsekretär der Regierung.

### Premierminister von South Australia, Mitglied des Australischen Repräsentantenhauses und Bundesminister

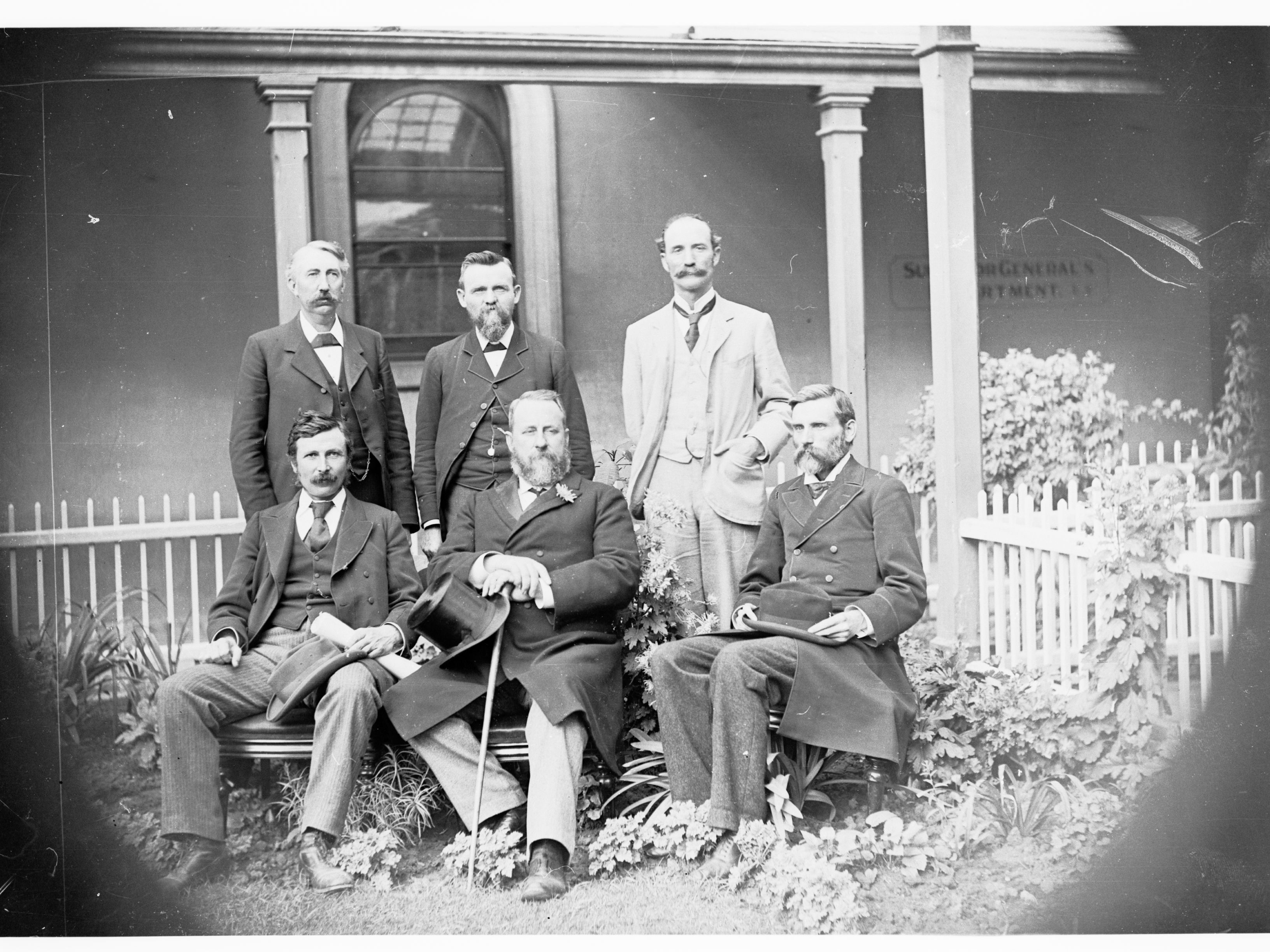
Mitglieder der Regierung Kingston (um 1896).

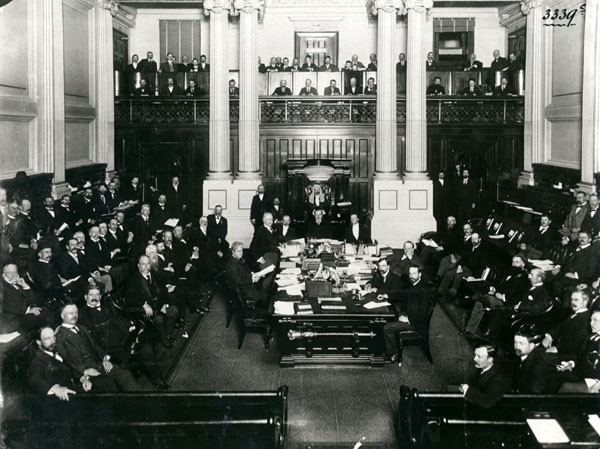
Kingston war ferner von 1901 bis 1908 Mitglied des Australischen Repräsentantenhauses.

Aus der Wahl am 15. April 1893 gingen die Liberalen unter Kingston mit 30,74 Prozent und 23 der 54 Sitze als stärkste Fraktion in der Legislativversammlung hervor. Zweitstärkste Kraft wurden die Konservativen unter dem bisherigen Premier John Downer mit 21,87 Prozent und 21 Sitze, während die Australian Labor Party (ALP) unter John McPherson mit 18,77 Prozent zehn Abgeordnete stellte.
Nach den Wahlen vom 15. April 1893 wurde Kingston als Nachfolger von John Downer am 16. Juni 1893 selbst Premierminister von South Australia und bildete eine tragfähige Koalition in einem politischen Kontext, der sich durch den Einzug der Labour Party in das House of Assembly deutlich veränderte. In seiner Regierung bekleidete er zugleich vom 16. Juni 1893 bis am 1. Dezember 1899 abermals das Amt des Generalstaatsanwalts und war zudem vom 10. Januar 1895 bis zum 1. Dezember 1899 auch Industrieminister (Minister of Industry). Aus den Wahlen am 25. April 1896 wurde zwar die National Defence League (NDL) mit 31,14 Prozent und 21 der 54 Sitze stärkste Partei. Aufgrund des Wahlsystems und des Zuschnitts der Wahlkreise konnten die Liberalen mit 20,5 Prozent nur noch 15 Abgeordnete stellen, während John McPhersons Labor Party mit 24,29 Prozent nunmehr zwölf Sitze erhielt. Kingstons radikale, populistische Führung hielt eine Mehrheit progressiver Liberaler und linker Labor zusammen. Während seiner Amtszeit wurden eine Reihe bedeutender und oft umstrittener Reformen umgesetzt. Zu den wichtigsten davon gehörten die Ausweitung des Wahlrechts auf Frauen und Versuche, obligatorische Schlichtungsgesetze zur Beilegung von Arbeitskonflikten zu erlassen – beides Novitäten in Australien. Die Regierung von Kingston führte außerdem ein gerechteres, progressiveres Grund- und Einkommensteuersystem sowie ein strengeres Zollsystem ein. Sowohl während seiner Zeit als Premierminister als auch nach seinem Rücktritt im Jahr 1899 war Kingston ein prominenter Aktivist in der Föderationsbewegung. Am 7. Juli 1897 wurde er Mitglied des Privy Council (PC), eines Beratungsgremiums der Monarchen des Vereinigten Königreichs, und bekam zudem 1897 von der University of Oxford einen Ehrendoktor des Zivilrechts (Honorary Doctor of Civic Law) verliehen. Ferner war er von 1897 bis 1898 Präsident der Australasian Federal Convention, die die Verfassung von Australien erarbeitete. Am 1. Dezember 1899 trat er nach mehr als sechsjähriger Amtszeit als Premier zurück, woraufhin der Konservative Vaiben Solomon seine Nachfolge antrat. Nach seinem Ausscheiden aus dem South Australian House of Assembly wurde er am 22. September 1900 für den Wahlkreis Central District No 1 Mitglied des South Australian Legislative Council, des Oberhauses dieses Bundesstaates, und gehörte diesem bis zu seinem Mandatsverzicht am 31. Dezember 1900 an.
Nach der Gründung des Australischen Bundes wurde Kingston bei der ersten Parlamentswahl in Australien am 29./30. März 1901 für die Protectionist Party für South Australia zum Mitglied des Australischen Repräsentantenhauses gewählt, des Unterhauses des Australischen Parlaments. Im Kabinett Barton, der ersten Regierung Australiens unter Premierminister Edmund Barton, war er vom 30. März 1901 bis zum 11. Mai 1903 Minister für Handel und Zoll (Federal Minister for Trade and Customs). Während dieser Zeit war er vom 10. September bis am 10. Oktober 1902 ferner Vorsitzender eines Sonderausschusses für einen Gesetzesentwurf für Boni für Manufakturen (Select Committee for Bonuses for Manufactures Bill). Bei der zweiten Parlamentswahl in Australien am 16. Dezember 1903 sowie am 12. Dezember 1906 wurde er für die Protectionist Party im neu geschaffenen Wahlkreis Adelaide jeweils ohne Gegenkandidaten zum Mitglied des Repräsentantenhauses gewählt. Während seiner Parlamentszugehörigkeit war er vom 2. März 1904 bis am 11. Mai 1908 noch Mitglied des Ständigen Ausschusses für Geschäftsordnung. Obwohl er anfangs bei der Ausarbeitung von Gesetzesentwürfen zum Thema Schutz und Arbeitsbeziehungen erfolgreich war, verschlechterte sich sein Gesundheitszustand schnell und er verstarb am 11. Mai 1908, woraufhin Ernest Roberts von der Labor Party diesen Wahlkreis übernahm.
Charles Kingston war mit Lucy May McCarthy verheiratet.

## Veröffentlichungen
- Industrial agreements and conciliation, Spectator, Melbourne 1894
- The democratic element in Australian federation, CC Kingston, Adelaide 1897
- A pamphlet on constitutional reform, CC Kingston, Adelaide 1900

## Hintergrundliteratur
- H. G. Turner: The First Decade of the Australian Commonwealth, Melbourne 1911
- R. L. Reid: South Australia and the First Decade of Federation, M.A. Thesis, University of Adelaide, 1953
- E. J. Wadham: The Political Career of C. C. Kingston (1881–1900), M.A. Thesis, University of Adelaide, 1953
- C. Campbell: Charles Cameron Kingston. Radical Liberal and Democrat, B.A. Thesis, University of Adelaide, 1970
- J. A. La Nauze: The Making of the Australian Constitution, Melbourne 1972
- John Bannon: The crucial colony. South Australia’s role in reviving federation, 1891–1897, Federalism Research Centre, The Australian National University, Canberra 1994